# Megan Young

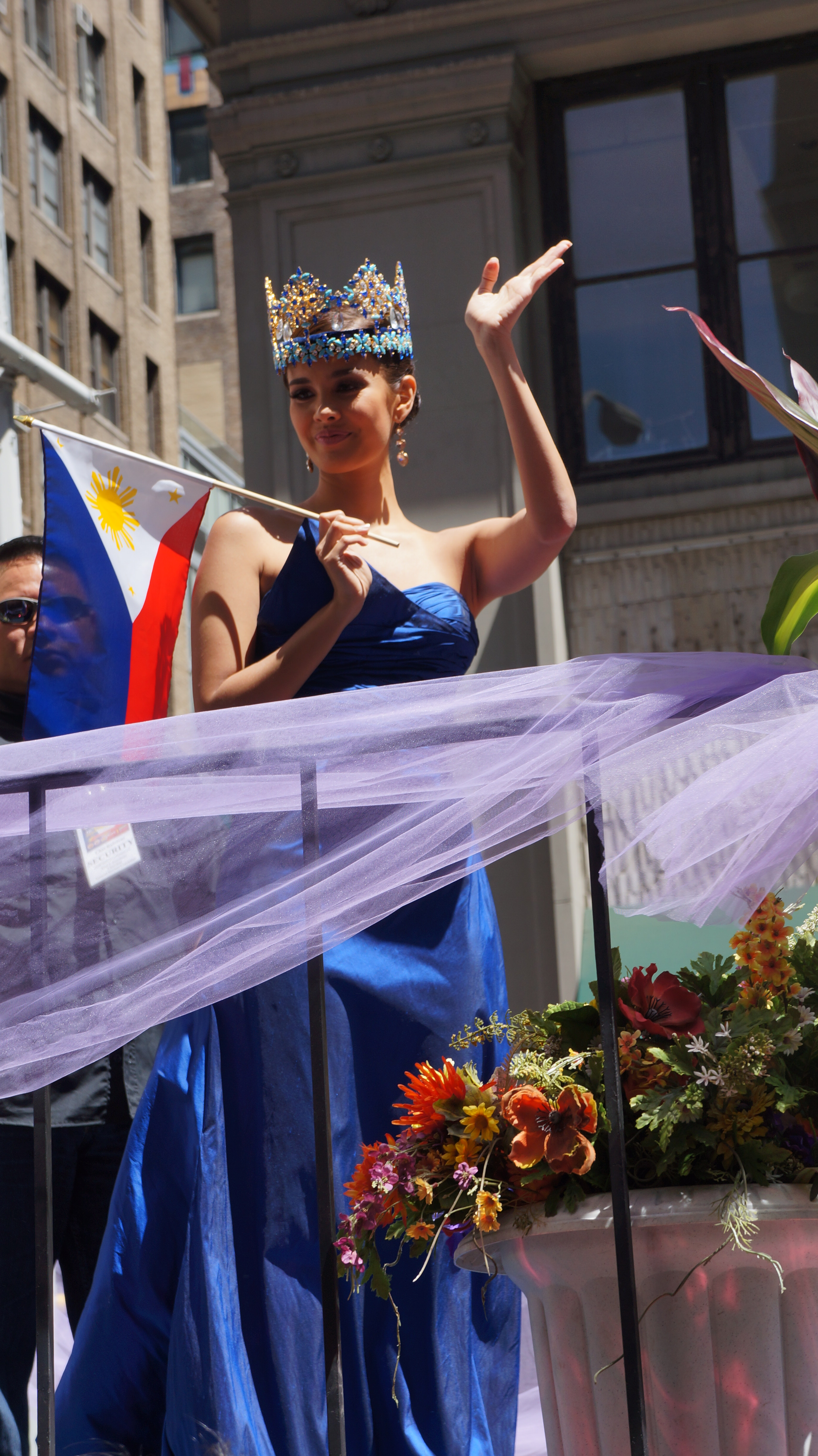
Megan Young als Miss World tijdens de New York Philippines Independence Day Parade (2013)

Megan L. Young (Alexandria, 27 februari 1990) is een Filipijns-Amerikaans actrice en model. Young werd in 2013 als eerste Filipijnse ooit gekroond tot Miss World.

## Biografie
Megan Young werd geboren op 22 maart 1990 in de Amerikaanse stad Alexandria in Virginia. Haar vader is Amerikaan en haar moeder is van Filipijnse afkomst. Megan groeide op in de Verenigde Staten en verhuisde op 10-jarige leeftijd naar Filipijnse stad Olongapo. Daar voltooide ze haar middelbareschoolopleiding, waarna ze begon aan een studie Digitale Film aan De La Salle College.
Op 14-jarige leeftijd deed Megan mee aan de Filipijnse talentenshow StarStruck van GMA Network. Ze haalde de top zes en werd daarop twee jaar lang gecontracteerd door GMA. Nadien stapte ze over naar concurrent ABS-CBN Corporation. Young was als actrice te zien in kleinere rollen in diverse televisieshows. Ook was ze een van de vier video jockeys bij de lancering van Channel [V] Philippines. In 2012 speelde ze een hoofdrol in romantische dramserie Hiyas. In 2013 verscheen ze in de televisieseries Never Say Goodbye en Misibis Bay van TV5. Naast haar werk voor televisie, speelde Young ook enkele rollen in Filipijnse films. Zo was ze onder meer te zien als Toyang in de comedy film The Reunion uit 2012.
In augustus 2013 deed Young mee aan de verkiezingen voor Miss Philippines. Ze won de verkiezingen en werd daardoor de Filipijnse kandidaat voor de Miss World-verkiezingen van 2013. Een maand na haar verkiezing tot Miss Philippines werd ze op het Indonesische eiland Bali gekozen tot Miss World. Ze was daarmee de eerste Filipijnse winnares van deze verkiezingen.